# Bob-Europacup 2019/20
Der Bob-Europacup 2019/20 ist eine von der International Bobsleigh & Skeleton Federation (IBSF) veranstaltete Rennserie, die mit dem Nordamerikacup 2019/20 zum Unterbau des Weltcups 2019/20 gehört. Er begann am 23. November 2019 in Lillehammer und endet am 1. Februar 2020 in Innsbruck. Die Ergebnisse der Saisonrennen an sechs verschiedenen Wettkampforten fließen in das IBSF Bob-Ranking 2019/20 ein.

## Frauen

### Veranstaltungen
| Datum             | Ort         | Sieger                                  | Zweite                                     | Dritte                                          |
| ----------------- | ----------- | --------------------------------------- | ------------------------------------------ | ----------------------------------------------- |
| 23. November 2019 | Lillehammer | RumänienAndreea Grecu Iona Gheorghe     | FrankreichMargot Boch Carla Sénéchal       | RusslandAlena Ossipenkoo Yulia Egoshenko        |
| 6. Dezember 2019  | Altenberg   | RumänienAndreea Grecu Katharina Wick    | BelgienAn Vannieuwenhuyse Sara Aerts       | DeutschlandLaura Nolte Deborah Levi             |
| 14. Dezember 2019 | Winterberg  | DeutschlandLaura Nolte Deborah Levi     | DeutschlandAnna Köhler Tamara Seer         | RumänienAndreea Grecu Iona Gheorghe             |
| 15. Dezember 2019 | Winterberg  | DeutschlandAnna Köhler Tamara Seer      | DeutschlandLaura Nolte Deborah Levi        | RumänienAndreea Grecu Iona Gheorghe             |
| 22. Dezember 2019 | Königssee   | RumänienAndreea Grecu Iona Gheorghe     | FrankreichMargot Boch Carla Sénéchal       | BelgienAn Vannieuwenhuyse Sara Aerts            |
| 18. Januar 2020   | Sigulda     | RumänienAndreea Grecu Katharina Wick    | RusslandPolina Nazaruk Julija Belomestnych | DeutschlandMaria Adela Constantin Theresa Leitz |
| 19. Januar 2020   | Sigulda     | RumänienAndreea Grecu Iona Gheorghe     | SchweizMelanie Hasler Jasmin Näf           | DeutschlandAnne Lobenstein Claudia Schüssler    |
| 31. Januar 2020   | Innsbruck   | DeutschlandKim Kalicki Viktoria Dönicke | RusslandLjubow Tschernych Jelena Mamedowa  | RumänienAndreea Grecu Iona Gheorghe             |

## Männer

### Veranstaltungen
| Datum             | Ort         | Disziplin | Sieger                                                                               | Zweite                                                                              | Dritte                                                                                        |
| ----------------- | ----------- | --------- | ------------------------------------------------------------------------------------ | ----------------------------------------------------------------------------------- | --------------------------------------------------------------------------------------------- |
| 23. November 2019 | Lillehammer | 2er       | DeutschlandMaximilian Illmann Georg Fleischhauer                                     | LettlandOskars Melbārdis Intars Dambis                                              | RumänienCristian Tentea Mihai Nicolae Ciprian Daroczi                                         |
| 24. November 2019 | Lillehammer | 4er       | RusslandRostislaw Gaitjukewitsch Wladislaw Scharowzew Nikolai Koslow Andrei Kasanzew | FrankreichRomain Heinrich Jerome Laporal Alan Alais Lionel Lefebrve                 | SchweizMichael Kuonen Marco Tanner Cyril Pizzera Marco Dörig                                  |
| 5. Dezember 2019  | Altenberg   | 2er       | DeutschlandRichard Oelsner Eric Strauss                                              | RumänienCristian Tentea Mihai Nicolae Ciprian Daroczi                               | SchweizTimo Rohner Adrian Fässler                                                             |
| 6. Dezember 2019  | Altenberg   | 2er       | DeutschlandRichard Oelsner Henrik Bosse                                              | LettlandOskars Melbārdis Intars Dambis                                              | RumänienCristian Tentea Mihai Nicolae Ciprian Daroczi                                         |
| 7. Dezember 2019  | Altenberg   | 4er       | DeutschlandRichard Oelsner Henrik Bosse Eric Strauss Florian Paul Kunze              | DeutschlandJonas Jannusch Frederik Lüthcke Tim Gessenhardt Bastian Heber            | DeutschlandBennet Buchmüller Niklas Scherer Martin Hahn Marcel Kornhardt                      |
| 13. Dezember 2019 | Winterberg  | 2er       | DeutschlandRichard Oelsner Henrik Bosse                                              | RusslandRostislaw Gaitjukewitsch Wladislaw Scharowzew                               | DeutschlandHans Peter Hannighofer Malte Schwenzfeier                                          |
| 14. Dezember 2019 | Winterberg  | 4er       | DeutschlandJonas Jannusch Marcel Kornhardt Tim Gessenhardt Bastian Heber             | RusslandRostislaw Gaitjukewitsch Andrei Kasanzew Egor Gryaznov Wladislaw Scharowzew | DeutschlandHans Peter Hannighofer Malte Schwenzfeier Erec Maximilian Bruckert Christian Röder |
| 15. Dezember 2019 | Winterberg  | 4er       | DeutschlandBennet Buchmüller Sebastian Mrowka Niklas Scherer Max Pietzka             | DeutschlandRichard Oelsner Eric Strauss Paul Hensel Henrik Bosse                    | ItalienPatrick Baumgartner Lorenzo Bilotti Alex Verginer Costantino Ughi                      |
| 21. Dezember 2019 | Königssee   | 4er       | DeutschlandJonas Jannusch Tim Gessenhardt Bastian Heber Marcel Kornhardt             | DeutschlandPhilipp Zielasko Joshua Kossmann Frederick Lüthcke Malte Schwenzfeier    | DeutschlandBennet Buchmüller Niklas Scherer Sebastian Mrowka Georg Fleischhauer               |
| 22. Dezember 2019 | Königssee   | 4er       | DeutschlandJonas Jannusch Marcel Kornhardt Tim Gessenhardt Bastian Heber             | RusslandRostislaw Gaitjukewitsch Andrei Kasanzew Egor Gryaznov Wladislaw Scharowzew | DeutschlandHans Peter Hannighofer Malte Schwenzfeier Erec Maximilian Bruckert Christian Röder |
| 22. Dezember 2019 | Königssee   | 2er       | DeutschlandRichard Oelsner Henrik Bosse                                              | RusslandRostislaw Gaitjukewitsch Wladislaw Scharowzew                               | DeutschlandHans Peter Hannighofer Malte Schwenzfeier                                          |
| 18. Januar 2020   | Sigulda     | 2er       | SchweizSimon Friedli Gregory Jones                                                   | RusslandRostislaw Gaitjukewitsch Denis Korotkov                                     | DeutschlandJonas Jannusch Marcel Kornhardt                                                    |
| 19. Januar 2020   | Sigulda     | 2er       | LettlandOskars Melbārdis Intars Dambis                                               | SchweizSimon Friedli Gregory Jones                                                  | RusslandRostislaw Gaitjukewitsch Pawel Trawkin                                                |
| 30. Januar 2020   | Innsbruck   | 2er       | RusslandRostislaw Gaitjukewitsch Michail Mordassow                                   | LettlandRalfs Bērziņš Dāvis Spriņģis                                                | LettlandOskars Melbārdis Intars Dambis                                                        |
| 31. Januar 2020   | Innsbruck   | 4er       | RusslandRostislaw Gaitjukewitsch Wladislaw Scharowzew Andrei Kasanzew Egor Gryaznov  | LettlandRalfs Bērziņš Edgars Nemme Dāvis Spriņģis Edgars Pirogs                     | DeutschlandJonas Jannusch Bastian Heber Max Neumann Marcel Kornhardt                          |
| 1. Februar 2020   | Innsbruck   | 4er       | DeutschlandJonas Jannusch Max Neumann Tim Gessenhardt Bastian Heber                  | LettlandRalfs Bērziņš Edgars Nemme Dāvis Spriņģis Edgars Pirogs                     | DeutschlandRichard Oelsner Henrik Bosse Eric Strauss Benedikt Hertel                          |